# Тубтен Еше
Тубтен Еше (1935—1984) — тибетский лама, сооснователь непальского монастыря Копан и международного Фонда поддержания махаянской традиции. 

## Биография
Лама Еше родился в тибетском городке Толунг Дечен; в 6 лет был послан на учёбу в монастырь Сэра в Лхасе. В 28 лет получил полное посвящение от Линга Ринпоче. Дж. Пейн сообщает, что лама Еше добровольно отказался от получения звания геше, хотя и получил соответствующее ему образование. Тем не менее, монастырь Сэра наградил его степенью почётного геше в начале 1980-х годов.
После китайского вторжения 1959 года лама Еше выехал в Бутан, а оттуда — в тибетский лагерь беженцев Буксадуар в Индии. Там его учитель геше Рабтен вверил его попечению молодого монаха Сопу Ринпоче, с которым он впоследствии проработал всю жизнь. В 1965 году начал учить западных учеников, начиная с Зины Рашевской, встретившейся с ним в Дарджилинге, в монастыре Гхум. С течением времени количество учеников с Запада росло, что поначалу было встречено в тибетской среде неодобрительно: из-за этого Тубтена Еше называли пайса-ламой, то есть таким ламой, который заинтересован главным образом в деньгах.
В 1977—1978 годах лама Еше преподавал в Калифорнийском университете «Санта-Круз», читая там курс по тибетскому буддизму. Одновременно от посещал в этом университете курс по западной философии. В 1960 году лама Еше вместе с Сопой Ринпоче основал в Непале монастырь Копан, ориентированный на работу с западными учениками. В ноябре 1971 года в нём прошёл первый «Месячный курс медитации»; вскоре, согласно просьбам занимающихся, был основан центр-филиал, предназначенный для проведения затворов. В 1972 году было приобретено старое колониальное здание на холме над Маклеод Ганджем в деревне Дхармакот в Химачал-Прадеше. Там был основан медитационный центр «Тушита».

## Личная жизнь
В 1974 году лама Еше вступил в целибатный брак с ныне покойной австралийской ученицей, очевидно для получения австралийского гражданства, которое, по его замыслу, могло позволить ему посещать Тибет. Это путешествие удалось совершить в 1982 году.

## Смерть и перерождение
Лама Еше умер за 20 минут до рассвета первого дня Лосара и был кремирован в институте «Ваджрапани» в Боулдер-Крике (Калифорния), где в честь него установлена ступа.
В 1986 году его перерождение было опознано в испанском мальчике Йоселе Хите Торресе (род. 12 февраля 1985), ставшем известным как Тенцзин Йосел Ринпоче. Это означало, что лама Еше признан первым в линии тулку. Проведя ранние годы в Непале за получением традиционного религиозного образования, лама Йосел решил продолжить образование в школе в Канаде, а в настоящее время учится в университете в Испании.